# Мошніца-Ноуе
Мошніца-Ноуе (рум. Moșnița Nouă) — село у повіті Тіміш в Румунії. Адміністративний центр комуни Мошніца-Ноуе.
Село розташоване на відстані 400 км на захід від Бухареста, 8 км на південний схід від Тімішоари.

## Населення
За даними перепису населення 2002 року у селі проживали 1450 осіб.
Національний склад населення села:
| Національність | Кількість осіб | Відсоток |
| -------------- | -------------- | -------- |
| румуни         | 988            | 68,1%    |
| угорці         | 415            | 28,6%    |
| словаки        | 17             | 1,2%     |
| цигани         | 14             | 1,0%     |
| німці          | 9              | 0,6%     |

Рідною мовою назвали:
| Мова      | Кількість осіб | Відсоток |
| --------- | -------------- | -------- |
| румунська | 999            | 68,9%    |
| угорська  | 411            | 28,3%    |
| словацька | 17             | 1,2%     |
| циганська | 11             | 0,8%     |
| німецька  | 6              | 0,4%     |